# Candyman (2021)
Candyman ist ein Horror-Thriller von Nia DaCosta. Wie der gleichnamige Film von Bernard Rose aus dem Jahr 1992 basiert er auf einer Kurzgeschichte von Clive Barker. Der Film kam am 26. August 2021 in die deutschen und am darauffolgenden Tag in die US-amerikanischen Kinos.

## Handlung
Der Künstler Anthony McCoy zieht mit seiner Freundin Brianna Cartwright in eine Luxuswohnung im neu gentrifizierten Stadtteil Cabrini-Green in Chicago. In der Nachbarschaft erzählt man sich die Geschichte des „Candyman“, eines Killers aus der Vergangenheit mit einem Haken in der Hand, der herbeigerufen wird, wenn man es wagt, seinen Namen fünfmal zu wiederholen, und dabei in einen Spiegel schaut. Er weiß nicht, dass er als Baby vom Candyman entführt wurde und von Helen aus einem Scheiterhaufen gerettet wurde. Zunächst nutzt Anthony diese Legende als Inspiration in seinen Bildern. Es kommt zu bestialischen Morden in der Kunstwelt und Anthony wird plötzlich medial beachtet. Er malt immer wahnhafter und seine Haut verändert sich nach einem Bienenstich krankhaft. Als Brianna der Sache auf den Grund gehen will, wird sie kurzerhand entführt und wohnt so einer Zeremonie bei, bei der Anthony die Hand abgeschlagen wird und einen Haken erhält und somit die Candyman-Rache-Saga weiterführen soll. Er wird jedoch von einem herbeieilenden Polizisten erschossen. Als Brianna selbst von der Polizei abgeführt wird und zu polizeifreundlichen Aussagen genötigt wird, nutzt sie selbst die Candyman-Beschwörung, um Rachetaten auszuführen.

## Produktion
Wie der gleichnamige Film von Bernard Rose aus dem Jahr 1992 basiert der Film auf der Kurzgeschichte The Forbidden von Clive Barker. Die Macher des Films wollen ihn als „eine spirituelle Fortsetzung“ verstanden wissen.
Regie führte Nia DaCosta, die gemeinsam mit Jordan Peele und Win Rosenfeld auch das Drehbuch schrieb. Rosenfeld und Peele produzierten den Film zudem gemeinsam mit Ian Cooper. Ursprünglich war nicht ganz klar, ob Peele auch Regie führt. Es handelt sich um DaCostas zweite Regiearbeit nach Little Woods. Bereits Rose verlegte den Schauplatz der Kurzgeschichte The Forbidden von England in die Wohnsiedlung Cabrini-Green in Chicago.
Die Legende vom Candyman wird über den gesamten Film verteilt in Rückblenden durch Schattentheatersequenzen erzählt. Diese vom Chicagoer Kollektiv Manual Cinema kreierten kleinen Filme in Candyman stellen sehr konkret begangene Gräueltaten dar, insbesondere die Gewalt und die Morde von Weißen an Schwarzen.
Yahya Abdul-Mateen II übernahm die Hauptrolle von Anthony McCoy, Teyonah Parris spielt seine Freundin Brianna Cartwright. Colman Domingo spielt William Burke, der Anthony von der Candyman-Legende erzählt. Rebecca Spence spielt die Kunstkritikerin Finley Stephens, der britische Schauspieler Nathan Stewart-Jarrett Briannas schwulen Bruder Troy. Wie bereits in dem Film von 1992 spielt Tony Todd den Candyman alias Daniel Robitaille. Brian King spielt den Galeriebesitzer Clive Privler.
Gedreht wurde der Film im Sommer und Herbst 2019 in Chicago. Als Kameramann fungierte John Guleserian.
Die Filmmusik komponierte Robert A. A. Lowe. Das erste Musikstück des Soundtrack-Albums, Rows and Towers, geschrieben von Lowe, wurde Mitte August 2021 von Waxwork Records veröffentlicht. Das Soundtrack-Album mit insgesamt 34 Musikstücken wurde zum US-Kinostart von Waxwork Records als Download und auf Vinyl veröffentlicht. Lowes Arbeit befand sich auf einer Shortlist in der Kategorie Beste Filmmusik bei der Oscarverleihung 2022.
Auf dem Filmplakat wird Candyman von hinten mit dem Haken an der rechten Hand, gekleidet in seinem Mantel mit Lammfellbesatz gezeigt. Der Name der Titelfigur wird fünfmal untereinander aufgeführt. Der erste Trailer wurde Ende Februar 2020 vorgestellt. Der Film sollte ursprünglich am 12. Juni 2020 in den USA sowie im Vereinigten Königreich starten und am 18. Juni 2020 in die deutschen Kinos kommen. Aufgrund der COVID-19-Pandemie wurde der Starttermin mehrmals verschoben. Zuerst auf Oktober 2020 verlegt, wurde der Start in Deutschland auf den 26. August 2021 verschoben. Der US-amerikanische Kinostart erfolgte am darauffolgenden Tag. Am 6. Januar 2022 veröffentlichte Universal Pictures Candyman ungekürzt in 4K-UHD, Blu-ray und DVD.

## Rezeption

### Altersfreigabe
In den USA erhielt der Film von der MPAA ein R-Rating, was einer Freigabe ab 17 Jahren entspricht. In Deutschland wurde der Film von der FSK ab 16 Jahren freigegeben.

### Kritiken und Einspielergebnis
Der Film konnte 84 Prozent der Kritiker bei Rotten Tomatoes überzeugen bei einer durchschnittlichen Bewertung mit 7,3 von 10 möglichen Punkten. Auf Metacritic erhielt der Film einen Metascore von 71 von 100 möglichen Punkten.
Die Filmkritikerin Antje Wessels schreibt, es sei dem Film anzumerken, dass der im Genre einfach schon deutlich mehr Erfahrung mitbringende Jordan Peele seiner Kollegin Nia DaCosta als kreativer Berater zur Seite stand, nicht nur der erzählerischen Vermengung eines klassischen Horrorfilmplots mit einer radikal-politischen und einer die Black Community auffangenden Botschaft wegen, sondern auch stilistisch. So habe man das Gefühl, dass in Candyman kein visuelles sowie erzählerisches Detail ohne Grund existiere: „Von den kreativen, im Stil eines Schattentheaters inszenierten Rückblenden, in denen sich das Thema ‚Schwarz und Weiß‘ kaum besser auf den Punkt bringen ließe, über die allgegenwärtige Spiegelsymbolik, die seit jeher ein gern genommenes Motiv ist, um die gegenteilige Seite in einem selbst darzustellen, bis hin zu der Infragestellung, ob Candyman nun eigentlich eine Fortsetzung oder ein Remake ist, fügt sich jedes von ihnen wie ein Puzzlestück in die Inszenierung.“ Vordergründig sei Candyman jedoch ein waschechter Horrorfilm, der sich seines Ursprungs als Slasher jederzeit bewusst ist, so Wessels. Anders als das Killerikonenkino der 1980er Jahre funktioniere Candyman nicht nach einer Abzählreimdramaturgie, wodurch sich die Reihenfolge der Morde erahnen ließe, sondern entwerfe für jeden Mord ein eigenes Setting, etabliere neue Figuren und rechtfertige dieses breit gefächerte Feld möglicher Opfer vor allem über die mediale Ausbreitung der Legende. Dass die Hauptfigur Anthony ein aufstrebender Künstler ist, habe nicht nur Auswirkungen auf die Filmstilistik, da viele Kameraaufnahmen an kunstvolle Stillleben erinnerten, sondern rechtfertige auch die sukzessive Verbreitung des Candyman-Fluchs. Wessels resümiert: „In seiner stilistisch herausragenden Mischung aus abgebrühtem Killerfilm, Rassismusanklage und Psychodrama um einen von seiner Muse vereinnahmten Künstler ist Candyman einer der besten Filme des Jahres und mit Sicherheit der Startschuss für eine spannende Karriere der Regisseurin Nia DaCosta.“
Patrick Heidmann von epd Film schreibt, den Machern des Films gelinge es vor allem, clever und stimmig die Konventionen des Horrorgenres nur gerade so weit zu bedienen, dass sowohl genug Raum für Überraschungen als auch für eine komplexe Auseinandersetzung mit aktuellen Themen wie Gentrifizierung, Polizeigewalt oder systemischem Rassismus bleibe. Obendrein sei DaCosta und ihrem Kameramann John Guleserian ein Film gelungen, der auch visuell ambitionierter daherkomme als andere Genrevertreter. Auch Abdul-Mateen II in seiner ersten Hauptrolle sei ein hervorragender Grund, sich den Film anzusehen, so Heidmann.
Die weltweiten Einnahmen des Films aus Kinovorführungen belaufen sich auf 77,4 Millionen US-Dollar.

### Auszeichnungen
Black Reel Awards 2021
- Nominierung für die Beste Regie (Nia DaCosta)
- Nominierung für das Beste Drehbuch (Nia DaCosta, Jordan Peele und Win Rosenfeld)
- Nominierung für die Beste Filmmusik (Robert Aiki Aubrey)[28]

Palm Springs International Film Festival 2021
- Aufnahme in die Liste „10 Directors to Watch“ (Nia DaCosta)[29]

Sunset Circle Awards 2021
- Nominierung als Bester Horrorfilm[30]

VES Awards 2022
- Nominierung in der Kategorie Visuelle Effekte als Unterstützung in einem fotorealistischen Spielfilm[31]

## Synchronisation
Die deutsche Synchronisation entstand nach einem Dialogbuch und der Dialogregie von Hannes Maurer im Auftrag der Interopa Film GmbH, Berlin.
| Darsteller             | Synchronsprecher   | Rolle                        |
| ---------------------- | ------------------ | ---------------------------- |
| Yahya Abdul-Mateen II  | Jan-David Rönfeldt | Anthony McCoy                |
| Teyonah Parris         | Anne Helm          | Brianna Cartwright           |
| Vanessa A. Williams    | Anke Reitzenstein  | Anne-Marie McCoy             |
| Breanna Lind           | Christina Wöllner  | Annika                       |
| Rodney L Jones III     | Finn Posthumus     | Billy                        |
| Malic White            | Julia Bautz        | Boof                         |
| Brian King             | Tobias Nath        | Clive Privler                |
| Tony Todd              | Frank Glaubrecht   | Daniel Robitaille / Candyman |
| Christiana Clark       | Heide Domanowski   | Danielle Harrington          |
| Mark Montgomery        | Wolfgang Wagner    | Detective Lipez              |
| Rebecca Spence         | Gundi Eberhard     | Finley Stephens              |
| Torrey Hanson          | Michael Pan        | Jack Hyde                    |
| Carl Clemons-Hopkins   | Peter Sura         | Jameson                      |
| Nathan Stewart-Jarrett | Julien Haggège     | Troy Cartwright              |
| Colman Domingo         | Oliver Stritzel    | William Burke                |